# U-båtsmuseet Fehmarn

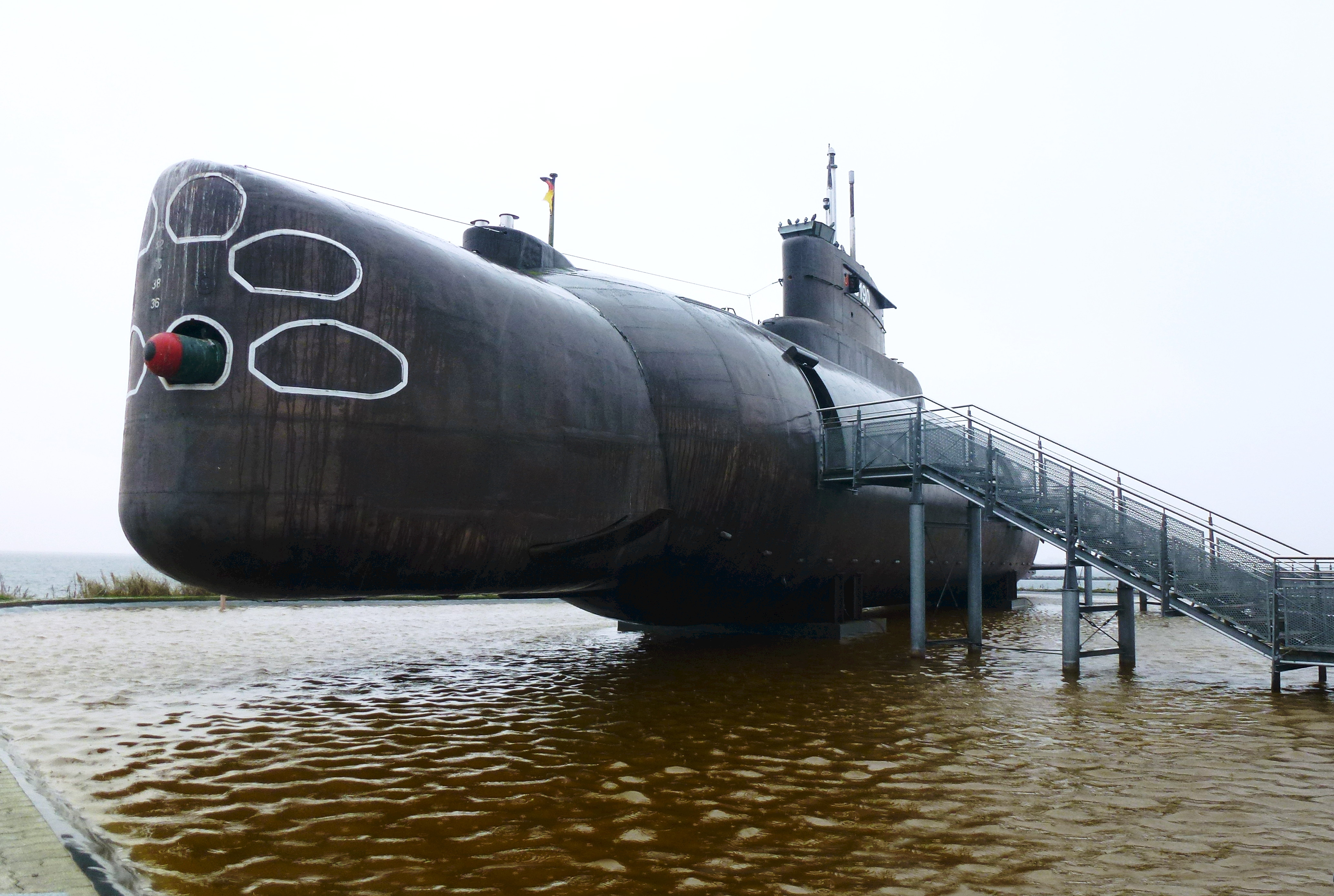
U-11 som museum, 2013.

U-båtsmuseet Fehmarn (tyska U-Boot Museum Fehmarn) är ett fartygsmuseum på Fehmarn i norra Tyskland. Museet öppnade 2005 i Burg auf Fehmarns hamn och visar Bundeswehrs ubåt U-11 med nummer S 190 som var i tjänst mellan 1968 och 2003.

## Båten

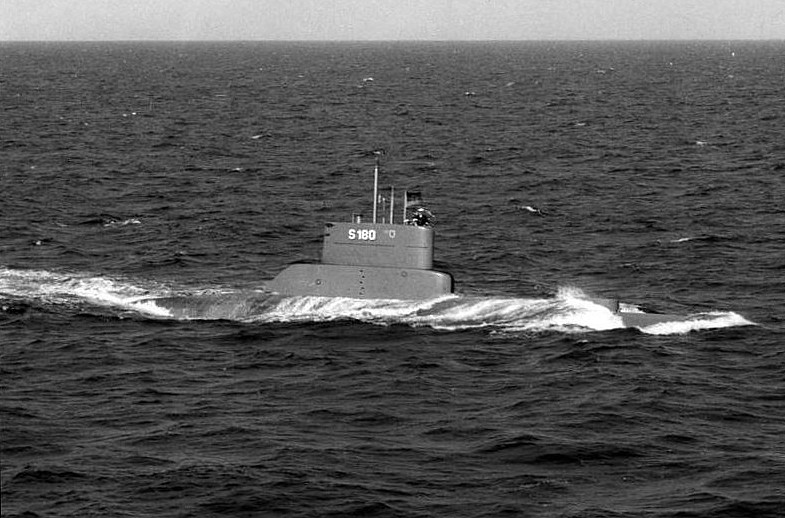
Ubåt av samma typ som U-11, 1967.

Fartyget byggdes mellan 1966 och 1968 på Howaldtswerke-Deutsche Werft AG i Kiel och sattes i tjänst den 21 juni 1968. Det var då det tredje av totalt tolv båtar i sin klass och stationerades i Kiel. Båtens operationsområde var huvudsakligen nära  Tysklands kuster som skydd för landets sjövägar. 
Mellan åren 1987 och 1988 kompletterades båten med ett andra, skyddande ytterhölje. Därefter flyttades U-11 till Eckernförde och tjänstgjorde som undervattensmål i samband med övningsskjutningar. Det var då det enda undervattensmålbåt i Nato. U-11 var i tjänst i 35 år och tillryggalade totalt 177 898 sjömil, därav 15 530 i undervattensläge. Den 30 oktober 2003 togs U-11 ur tjänst.

## Museum
U-11 avmilitariserades och skulle ursprungligen huggas upp, men en grupp investerare såg till att båten bevarades som museum. U-11 transporterdes till hamnen i Burg på Fehmarn, där två lyftkranar placerade det på en förberedd ställning i vattnet. Museet öppnade på sommaren 2005. Båten kan nås via en gångbrygga från land och samtliga utrymmen i ubåten är tillgängliga för besiktning.  Till museet hör även en utställningspaviljong där besökaren informeras om Tysklands ubåtar och deras historik under efterkrigstiden och fram till år 2000. Museet drivs av företaget U-Boot Museum Fehmarn GmbH & Co KG.

## Tekniska data
- Längd: 43,5 meter
- Bredd: 4,6 meter
- Höjd inklusive torn: 9,8 meter
- Vikt: 520 ton (efter ombyggnaden)
- Maskin: två Mercedes-Benz Dieslar på 600 hk vardera
- Fart: 18 knop (över vatten), 10 knop (under vatten)
- Bestyckning: åtta torpedrör med två torpeder i vardera rör

## Interiörbilder

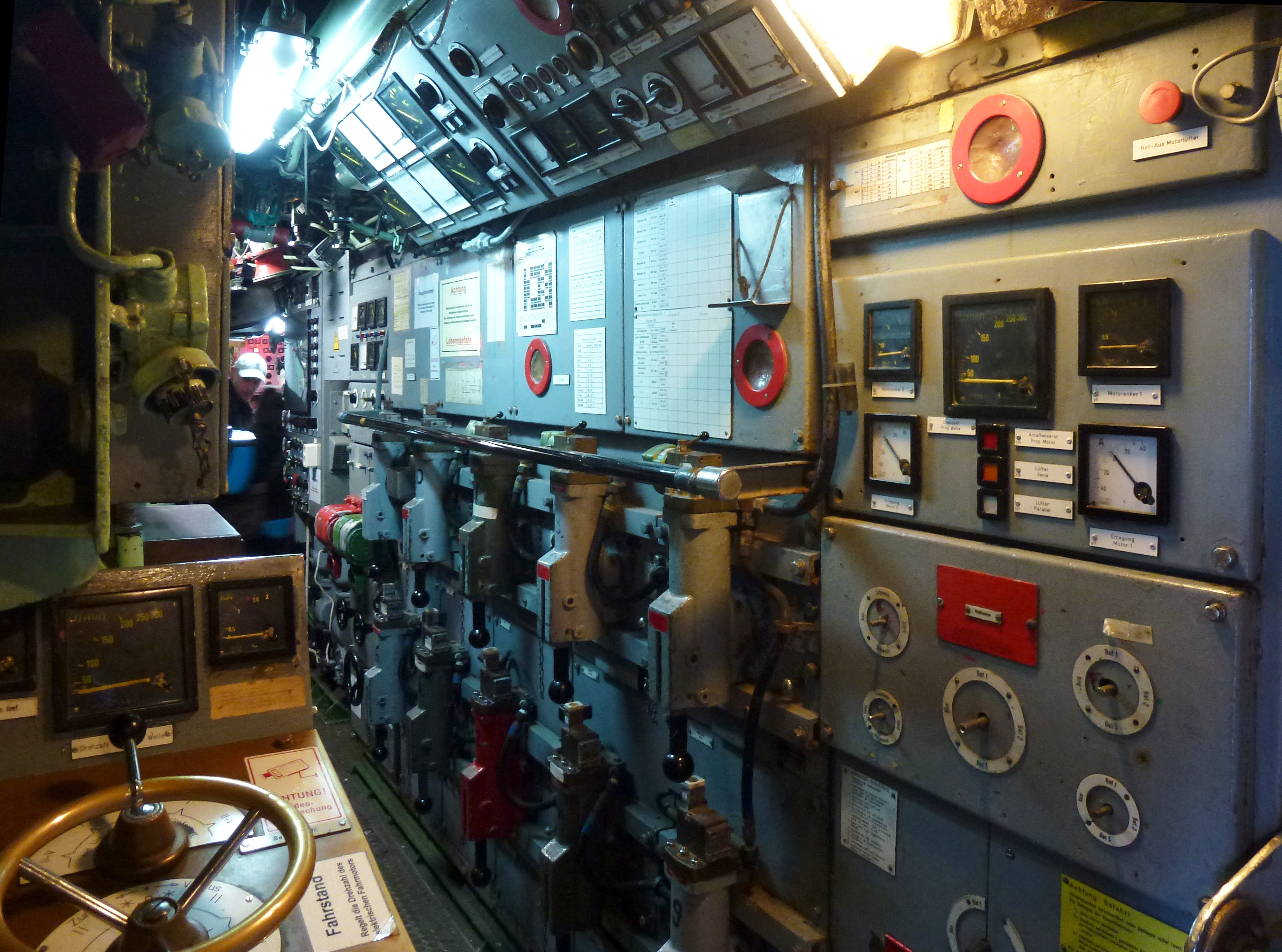
Kommandobrygga
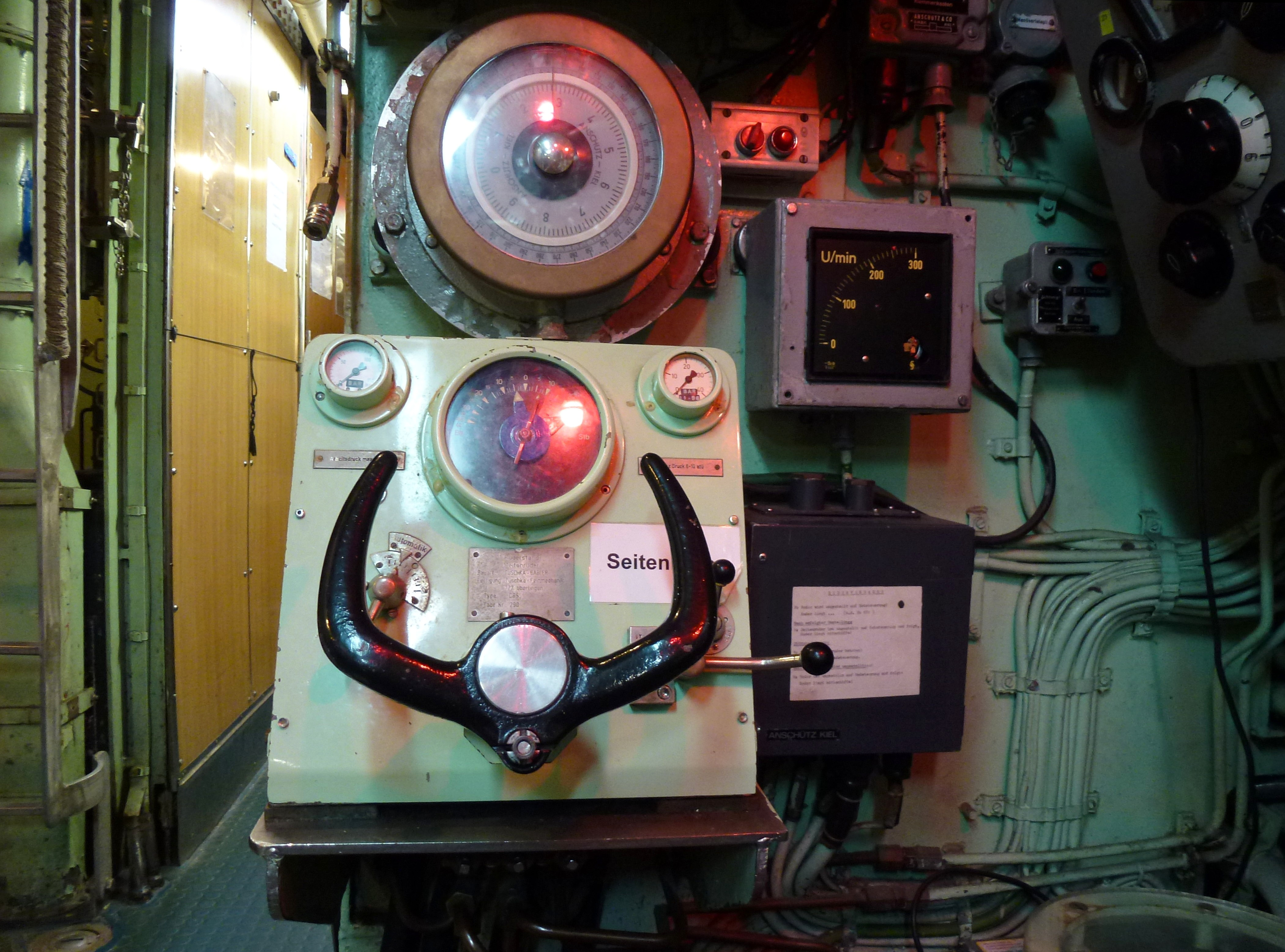
Sidoruder
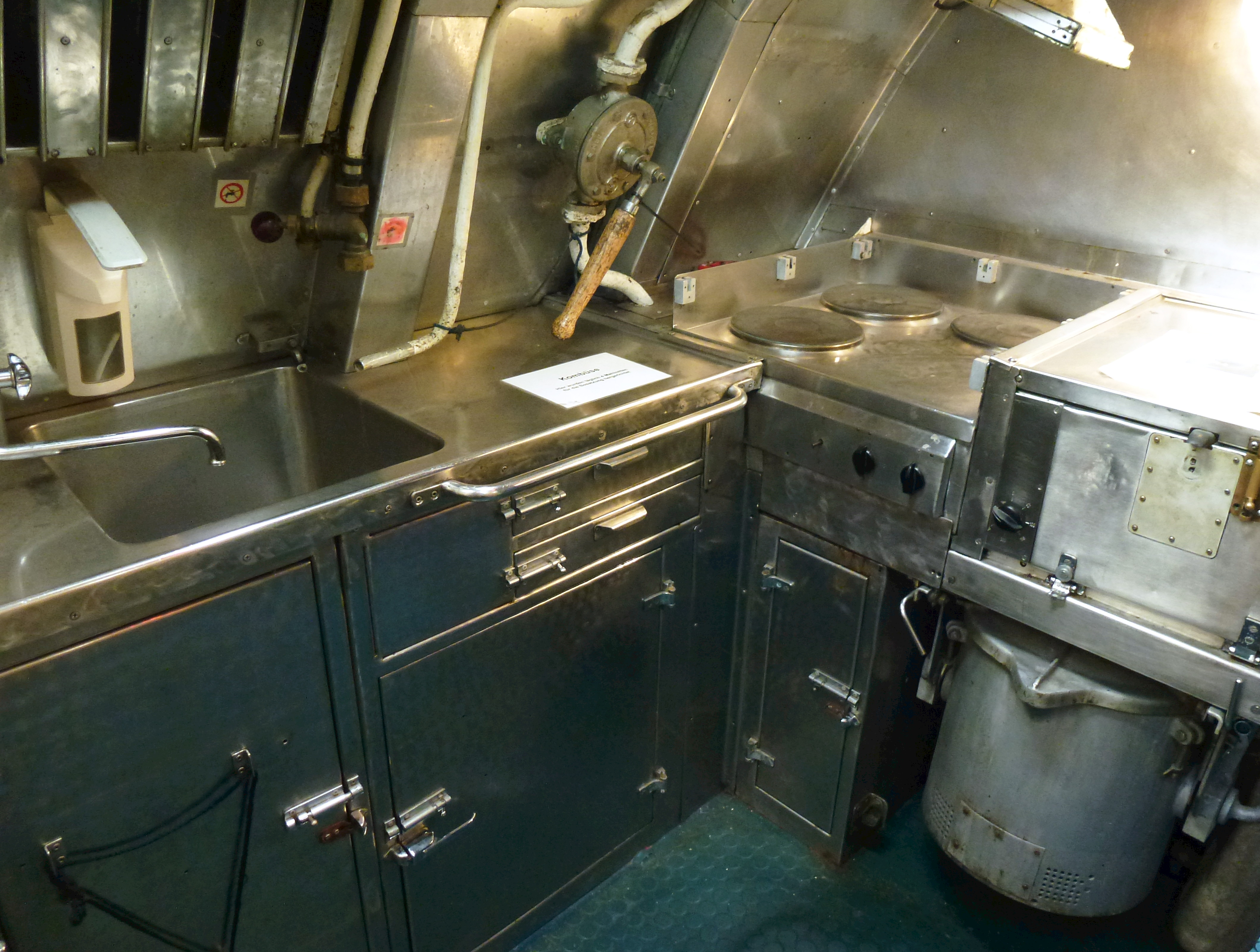
Kabyss
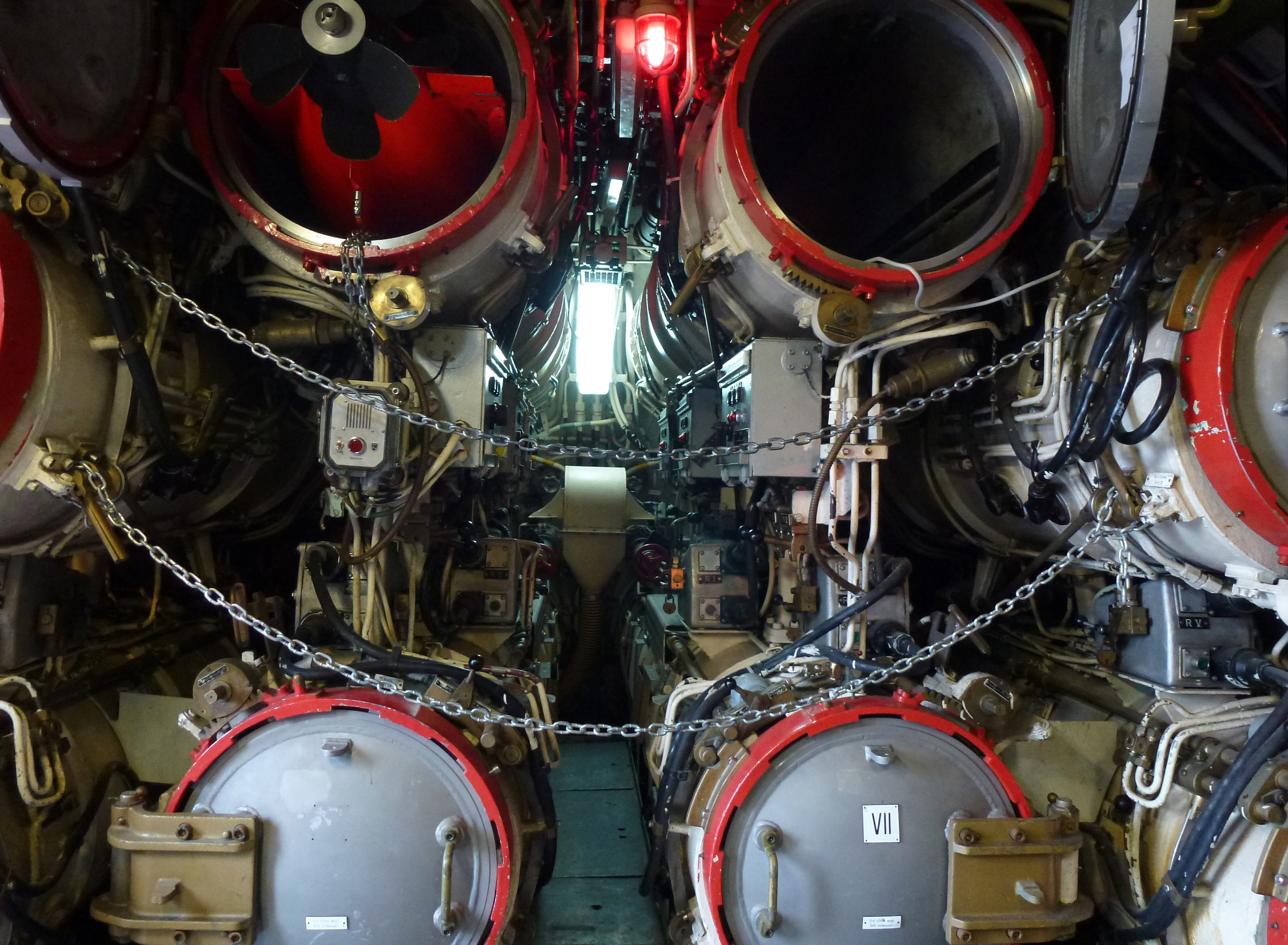
Torpedrör
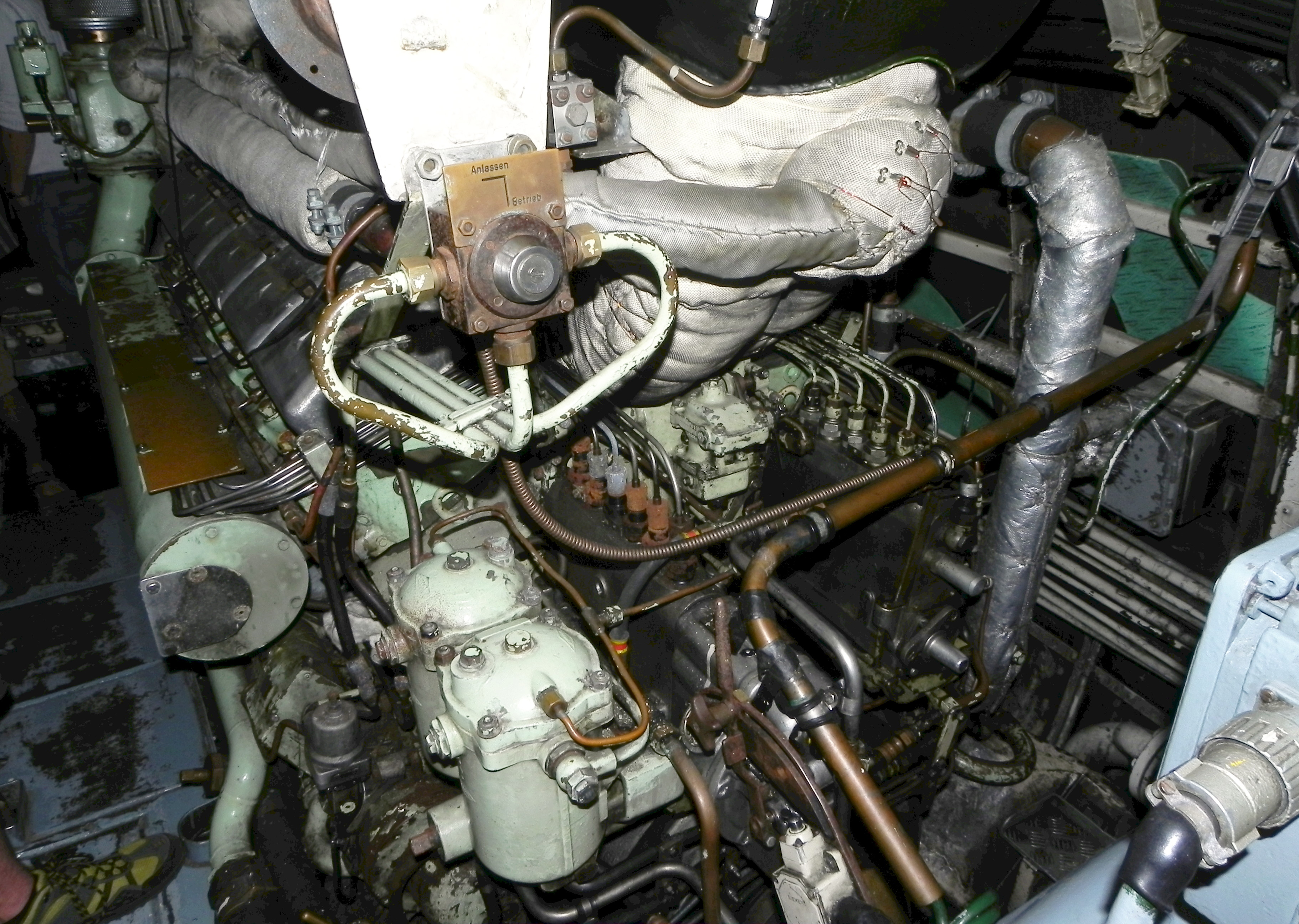
Masinrummet